# Conseil supérieur d’Alsace et de Lorraine
Le conseil supérieur d’Alsace et de Lorraine est un organe consultatif créé en 1918 pour accélérer le retour à la France des anciens territoires d'Alsace-Lorraine.
À la suite du refus de Clemenceau de reconnaître le Conseil national,, issu des élections de 1911, un décret du 26 novembre 1918 organise à Paris un service général d’Alsace et de Lorraine contrôlé par un sous-secrétaire d’État à la présidence du Conseil. Ce service va créer le Conseil supérieur d’Alsace et de Lorraine composé de hauts fonctionnaires, pour la plupart étrangers à l’Alsace-Lorraine (de l’« intérieur »), et de douze personnalités alsaciennes ou lorraines proposées par l’administration.
Le conseil siège six fois entre juin 1919 et mars 1920 avant de laisser place à un conseil consultatif d’Alsace et de Lorraine chargé d’aider l’administration dont les deux tiers des membres sont originaires de l’ex-Reichsland Elsaß-Lothringen.
Le conseil consultatif sera dissous à son tour par la loi du 24 juillet 1925 pour être remplacé, comme le commissariat général de la République chargé de réorganiser les trois anciens départements d'Alsace-Lorraine, par une direction générale des services d’Alsace et de Lorraine qui siège à
Paris sous l’autorité immédiate du président du Conseil.